# Purdy (Missouri)
Purdy è un comune degli Stati Uniti d'America, situato nello Stato del Missouri, nella contea di Barry.